# عبدالملک همدانی
محمدبن عبدالملک همدانی (۴۶۳ق-۵۲۱ق)، مُکَنّیٰ به ابوالحسن، مورخ قرن پنجم و ششم هجری بود که به ابن همدانی نیز شهرت داشته؛ چرا که پدرش، همدانی بود. نسبت «الفَرَضیُّ» به علت استاد بودن پدرش در دانش فرائض به او داده شده بود. فرائض دانشی است که چگونگی تقسیم ارث برمستحقان بوسیلهٔ آن دانسته می‌شود. پدرش، معروف به مقدسی، از مردم همدان بوده که در بغداد می‌زیسته‌است. ابن همدانی نیز در تاریخ و حدیث استاد بود. او و پدرش، هر دو در کنار قبر «ابوالعباس بن سریج» در بغداد به خاک سپرده شده‌اند.
او یکی از تاریخ‌نگاران برجسته، اما گمنام تاریخ می‌باشد. دانشوری آگاه به تواریخ و اخبار دولت‌ها، شاهان و رویدادهای زمان خود بوده‌است. وی رویدادهای چند دوره مشخص را هم از لحاظ زمانی و هم از حیثیت مکانی، به دو صورت همگانی و ویژه نگاشته‌است. ثبت تاریخ عمومی جهان اسلام در سده‌های چهارم و پنجم هجری و اخبار و حوادث ایران زمین و عراق عرب از دوره بوییان (آل بویه) تا عباسیان به مدت ۶۰ سال و همچنین وقایع دوره سلجوقی، از فعالیت‌های او می‌باشد.
آثار متعددی از او به جای مانده‌است که عمدتاً در زمینه تاریخ و بیشتر ذیل بر تاریخ پیشین است. ازاین‌رو می‌توان او را یک مورخ ذیل‌نویس، فزون‌ساز و کمال‌پرداز شناخت.

## آثار
1. ذیل طبقات الفقها ابواسحاق شیرازی.
2. قِطَع تاریخیّة من کتاب عنوان السیر فی محاسن أهل البدو و الحضر (المعارف المتأخرة).
3. أمراء الحج.
4. التکملة.
5. فی الشئوم.
6. الذیل علی تاریخ الطبری.
7. الذیل علی تاریخ ابی‌شجاع التالی لکتاب تجارب الأمم لمسکویة.
8. تاریخ الملوک و الدول.
9. أخبار دولة السلطان محمد و محمود سلجوقی.